# ویسوکا و پرژیبرامی
ویسوکا و پرژیبرامی (به چکی: Vysoká u Příbramě) یک منطقهٔ مسکونی در جمهوری چک است که در شهرستان پرژیبرام واقع شده‌است.